# Франц, Артур
Артур Франц (англ. Arthur Franz), полное имя Артур Софилд Франц (англ. Arthur Sofield Franz; 29 февраля 1920 — 17 июня 2006) — американский актёр театра, кино и телевидения 1940—1980-х годов.
К числу наиболее известных фильмов с участием Франца относятся «Пески Иводзимы» (1949), «Эбботт и Костелло встречают человека-невидимку» (1951), «Снайпер» (1952), «На свадьбе» (1952), «Восемь железных мужчин» (1952), «Захватчики с Марса» (1953), «Бунт на «Кейне»» (1954), «По ту сторону разумного сомнения» (1956), «Молодые львы» (1958) и «Воротилы» (1964).

## Ранние годы жизни
Артур Франц родился 29 февраля 1920 года в городе Перт-Амбой, штат Нью-Джерси, в семье немецких иммигрантов. В старших классах школы он стал интересоваться актёрской игрой.
Во время Второй мировой войны Франц служил штурманом бомбардировщика Б-24. Его самолёт был сбит в небе над Румынией, и он оказался в лагере для военнопленных, откуда ему удалось бежать.

## Театральная карьера
Ещё до начала войны Франц дебютировал на бродвейской сцене в спектакле «Надежда на урожай» (англ.  Hope for a Harvest) (1941), затем последовали роли в спектаклях «Милая» (англ.  Little Darling) (1942) и «Лунная лоза» (англ.  The Moon Vine) (1943). После службы в армии Франц вернулся в театр, где в течение года играл в спектакле «Командное решение» (англ.  Command Decision) (1947—1948), после чего перебрался в Голливуд.

## Карьера в кинематографе
Франц впервые появился на экране в фильме «Патруль в джунглях» (1948) в роли лейтенанта «Мейса» Уилларда, члена отряда, застрявшего на отдалённом тихоокеанском острове во время Второй мировой войны.
Год спустя Франц сыграл уже в шести фильмах, большинство из которых были картинами категории В. Наиболее значимым среди них стал военный фильм «Пески Иводзимы» (1949), в котором Франц сыграл роль преданного капрала, служащего под началом Джона Уэйна (а также был закадровым рассказчиком). В том же году в фильме нуар с сильными религиозными мотивами «Красный свет» (1949) Франц сыграл капеллана и героя войны, которого по возвращении домой убивают преступники, спутав его с братом-бизнесменом.

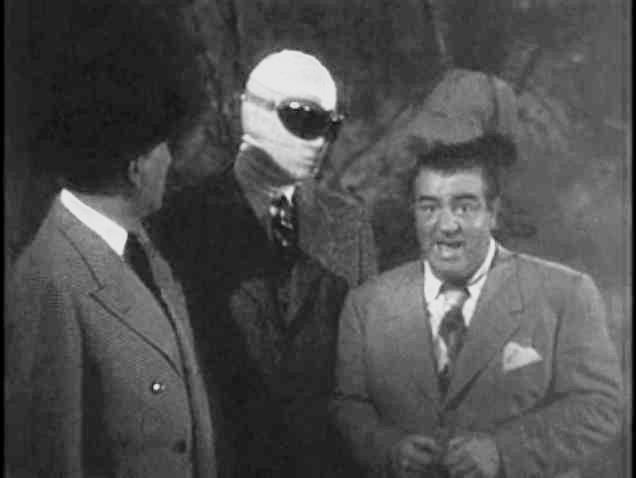
В фильме «Эбботт и Костелло встречают человека-невидимку» (1951)

В 1951 году Франц сыграл «третью заглавную роль» в комедийном спортивном триллере «Эбботт и Костелло встречают человека-невидимку» (1951). Он представ в образе Томми Нельсона, профессионального боксёра, несправедливо обвинённого в убийстве своего менеджера. Чтобы сбежать от полиции во главе с детективом Робертсом (Уильям Фроули), Томми делает себе укол сыворотки, которая делает его невидимым, и в результате зритель не видит его значительную часть фильма. Когда же он виден, то обмотан бинтами и носит чёрные очки. Свои сверхспособности Томми пытается использовать на благие дела, в частности, с помощью неумелых детективов в исполнении Эбботта и Костелло пытается разоблачить преступников, организующих договорные бои в профессиональном боксе.
Позднее в том же году Франц сыграл главного инженера космического корабля Джима Баркера в фантастическом фильме «Полёт на Марс» (1951). По словам кинообозревателя Роланда Бергана, это был «первый цветной фильм о космических кораблях», который «был поставлен по мотивам русского фильма „Аэлита“» (1924)". В этой картине персонаж Франца, доктор Джим Баркер, «выступает как надёжный, преданный делу человек, который слишком много работает, не обращая внимания на друзей и близких». В результате он теряет свою девушку (Вирджиния Хьюстон), которая уходит к журналисту, но в итоге влюбляется в марсианку Алиту (Маргерит Чапман) «в серебряном мини-платье с острыми плечами». Когда марсиане решают уничтожить астронавтов и их корабль, Алита твёрдо встаёт на сторону людей и пытается бежать с Марса вместе с ними и со своим с отцом. Баркер со своей стороны помогает им бежать, «отложив в сторону свои исследования и бескорыстно помогая Алите и её отцу». Как отмечает киновед Лоренс Роу, «таким поступком подчёркивается способность — отмеченная во многих фантастических фильмах конца 1940-х и начала 1050-х годов — американского мужчины взять инициативу в свои руки и проложить путь к лучшему миру».
По мнению многих критиков, свою лучшую роль (и самую любимую самим актёром) Франц сыграл в фильме нуар «Снайпер» (1952). В этой картине он предстал в образе психически больного бывшего солдата, у которого после отказа женщины, в которую он был влюблён, что-то надламывается, и он начинает терроризировать жителей Сан-Франциско, расстреливая женщин с крыш домов. По мнению Бергана, «нервная, напряжённая игра Франца придала этому триллеру дополнительную силу». Как отмечено в «Лос-Анджелес Таймс», этот фильм, продюсером которого был Стенли Крамер, а режиссёром Эдвард Дмитрик, «принёс Францу наилучшие отзывы критики за всю карьеру». Франц стал хорошим другом Дмитрика, который снял его в восьми своих фильмах, однако, по словам Бергана, «ни один из них не принёс актёру того же признания».
В том же году, по словам Бергана, Франц "произвёл впечатление в мелодраме «На свадьбе» (1952), сыграв молодого человека, предстоящая свадьба которого приносит боль его сестре-подростку (Джули Харрис), после чего она убегает из дома. В том же году Франц сыграл лейтенанта в военной мелодраме-триллере «Командование подводной лодкой» (1952) с Уильямом Холденом в роли капитана лодки, который испытывает душевные муки, после того, как был вынужден пожертвовать одним из членов экипажа ради спасения лодки во время вражеской атаки. У Франца была также одна из главных ролей американского солдата в ансамблевой военной драме Эдварда Дмитрика «Восемь железных мужчин» (1952), который, по словам продюсера картины Стенли Крамера, рассматривал такие вопросы, как «добро и зло, верность и честь». Критикам фильм понравился, однако массовый зритель на него не пошёл. Как заметил режиссёр картины Эдвард Дмитрик, «фильм был хорошо принят критиками, но, к сожалению, они ходят на него бесплатно».
Одним из наиболее известных и лучших фантастических фильмов Франца стал фильм Уильяма Камерона Мензиса «Захватчики с Марса» (1953). В этом фильме Франц сыграл астронома Стюарта Келстона, который вместе с доктором Пэт Блейк (Хелена Картер) вступает в борьбу с прилетевшими в Марса «зелёными монстрами, которые подчиняются голове с щупальцами в прозрачном шаре». Чтобы освободить мир от захватчиков, Келстон и Блейк объединяют усилия с Вооружёнными силами США, которые обеспечивают огневую мощь и тактические знания, при этом Келстон выступает координатором всей операции, одновременно защищая детей своего коллеги от пленения захватчиками.
В 1954 году Франц сыграл военного прокурора в военно-морской драме Эдварда Дмитрика «Бунт на «Кейне»» (1954) с Хамфри Богартом в главной роли. Фильм был номинирован на девять премий «Оскар». В 1955 году вышел фильм нуар «Новый Орлеан без цензуры» (1955), в котором Франц сыграл бывшего морского офицера, который вступает в борьбу с портовой мафией Нового Орлеана. Кинокритик Леонард Молтин оценил картину как «слабый разоблачительный фильм о разгроме рэкета в Луизиане, в котором грамотный актёрский состав пытается преодолеть недостатки сценария».

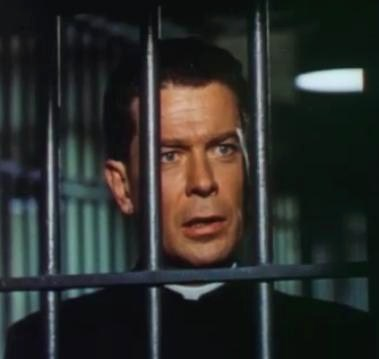
Артур Франц в фильме «Грешная жена» (1957)

Год спустя в фильме нуар Фрица Ланга «По ту сторону разумного сомнения» (1956) Франц предстал в образе помощника окружного прокурора, который понимает недостаточность косвенных улик для вынесения обвинения по делу об убийстве. В другом фильме нуар «Бурная вечеринка» (1956) Франц играет морского офицера, который вместе со своей невестой попадает в руки мелкой банды, которой руководит бывший профессиональный футболист (Энтони Куинн).
Ещё через год в военной драме «Ведьмы флота» (1957) Франц сыграл значимую роль лейтенанта-коммандера, который служит на подводной лодке под началом Рональда Рейгана, с которым у него возникает конфликт по поводу руководства лодкой. В фильме ужасов «Воскрешение из мёртвых» (1957) Франц сыграл Дика Энтони, второй женой которого Мэнди (Пегги Кастл) завладел злой дух его первой жены Фелиции, в результате она превращается из привлекательной блондинки в безумную убийцу. Несмотря на его утверждения, что он любит Фелицию и Мэнди, у него развиваются сильное чувство по отношению к сестре Мэнди по имени Кейт (Марша Хант). В ответ Фелиция (которая вселилась в Мэнди) пытается убить Кейт, воспринимая её как соперницу. По отмечает Роу, «Дик представляется слабым человеком, который вместо того, чтобы действовать, в отчаянии заламывает руки или склоняет от стыда голову, а иногда топит своё горе в алкоголе». По словам критика, «фильм даёт моральный урок, характерный для многих хорроров 1950-х годов, о значимости брака как основы стабильности общества».

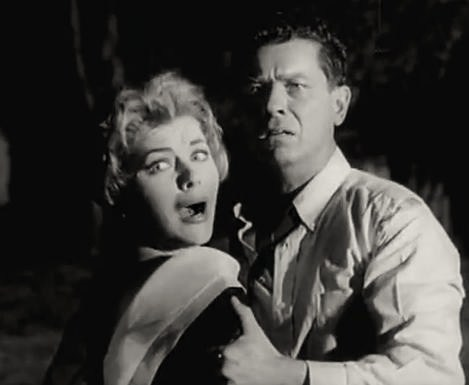
Джоанна Мур и Артур Франц в фильме «Монстр в университетском городке» (1958)

Ещё в одном фильме ужасов «Монстр в университетском городке» (1958) Франц сыграл фанатичного ученого Дональда Блейка, в кровь которого во время эксперимента из-за его беспечности попадает несколько капель сыворотки, извлечённой из доисторической рыбы. В результате Блейк превращается в обезьяноподобное кровожадное чудовище, которое расчленяет всех, кто оказывается на его пути. Как пишет Роу, "внешне роль Франца сильно напоминает его персонажей в фильмов «Полёт на Марс» и «Захватчики с Марса», но Блейку не хватает силы личности, которая превратила его персонажей из предыдущих фильмов в героев. По словам Роу, хотя сам профессор и вызывает симпатию своей преданностью университету и науке, однако при этом фильм показывает «разрушительный потенциал современных научных исследований, когда они осуществляются безответственно».
В том же году Франц сыграл небольшую роль лейтенанта Грина в военной драме Дмитрика «Молодые львы» (1958) со звёздным актёрским составом, которая была удостоена трёх номинаций на премию «Оскар». В 1960 году вышел фантастический триллер «Атомная подводная лодка» (1960), в котором Франц сыграл бескорыстного героя, лейтенанта-командора Ричарда «Рифа» Холлоуэя, который со смертельным риском для жизни вступает в борьбу с циклопами на морском дне, тем самым спасая человечество от гибели. В 1964 году Франц появился в драме Дмитрика «Воротилы» (1964) по роману Гарольда Роббинса, сыграв важную роль главного конструктора авиазавода, которым владеет главный герой. В 1968 году Франц вновь работал вместе с Дмитриком, сыграв в его военной драме «Битва за Анцио» (1968) с Робертом Митчемом в главной роли.
Последним фильмом Франца стала драма о бывших игроках студенческой баскетбольной команды «Тот чемпионский сезон» (1982), в котором главные роли сыграли Роберт Митчем, Стейси Кич и Брюс Дерн. После более чем 140 ролей в кино и на телевидении в 1982 году Франц вышел на пенсию.

## Карьера на телевидении
С 1949 года Франц начал работать на телевидении, впервые появившись на малом экране в сериале-вестерне «Одинокий рейнджер». В начале 1950-х годов Франц часто играл в телеантологиях, таких как «Телевизионный театр „Форда“» (1952—1957), «Театр звёзд „Шлитц“» (1953—1956, 7 эпизодов), «Первая студия» (1953) и «Театр Зейна Грея» (1958). Кроме того, он часто появлялся в программах «Телевизионный театр „Крафта“» (1954) и «Театр научной фантастики» (1955—1956, 5 эпизодов), а также в сериалах-вестернах, среди них «Сыромятная плеть» (1960—1962), «Дни в Долине Смерти» (1960—1962), «Бонанза» (1962), «Виргинец» (1963—1968) и «Караван повозок» (1962—1963). Франц также был одним из наиболее узнаваемых лиц в гостевых ролях в таких популярных телесериалах, как «Перри Мейсон» (1958—1964, 5 эпизодов), «Сансет-Стрип, 77» (1961—1963), «Медсёстры» (1965, 9 эпизодов), «ФБР» (1967—1971, 5 эпизодов), «Отряд „Стиляги“» (1968—1971, 4 эпизода), «Менникс» (1971) и «Кеннон» (1972).

## Актёрское амплуа и оценка творчества
Как написал кинообозреватель «Лос-Анджелес Таймс» Джон Торбер, Франц был «надёжным характерным актёром, который играл как правило положительных и симпатичных персонажей». Лоренс Роу также отметил, что Франц «часто играл надёжных и честных мужчин» . Как отмечено в биографии актёра на Turner Classic Movies, Франц «более всего известен как актёр фильмов категории В 1950-х годов. К 1950-м годам он создал себе репутацию крепкого актёра жанрового кино, и его снимали постоянно».

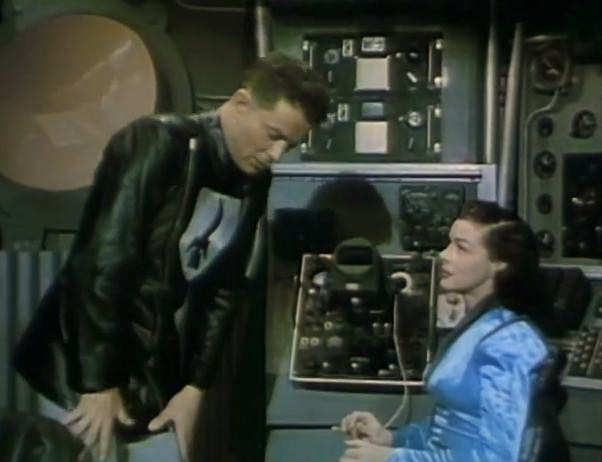
Артур Франц и Маргерит Чапмен в фильме «Полёт на Марс» (1952)

По информации Turner Classic Movies, за время карьеры, охватившей три десятилетия, Франц сыграл немало заметных ролей, и всё же самой знаменитой без сомнения является лейтенант Х. Пейнтер-младший в морской драме «Бунт на «Кейне»» (1954). «Нью-Йорк Таймс» также выделяет его роли в фильмах «Пески Иводзимы» (1949) и «Эбботт и Костелло встречают человека-невидимку» (1951). Хэл Эриксон в свою очередь обращает внимание на его работы в военных фильмах «Пески Иводзимы» (1949), «Командование подводной лодкой» (1951), и «Бунт на „Кейне“» (1954), а также в научно-фантастических фильмах «Эбботт и Костелло встречают человека-невидимку» (1951), «Полёт на Марс» (1952), «Захватчики с Марса» (1953) и «Атомная подводная лодка» (1960). По мнению Бергана, свою самую значимую роль в карьере Франц сыграл в фильме «Снайпер» (1952). Берган также отмечает его роли «в военной форме» в фильмах «Бунт на „Кейне“» (1954), «Молодые львы» (1958) и «Битва за Анцио» (1968). Кроме того, по словам Бергана, «Франц добился определенной известности среди фанатов в серии шокирующих научно-фантастических триллеров 1950-х годов».

## Личная жизнь
В 1945 году Франц женился на актрисе Анне Минот (англ.  Anna Minot). В браке родился один ребёнок, однако в 1946 году они развелись. В том же году Франц женился на актрисе Адель Лонгмайр (англ.  Adele Longmire), которая родила ему двоих детей. В 1959 году брак закончился разводом. С 1964 года вплоть до её смерти в 1999 году Франц был женат на актрисе Дорин Лэнг (англ.  Doreen Lang), с которой прожил в общей сложности 35 лет. В феврале 2006 года Франц женился на Шерон Кейзер (англ.  Sharon Keyser), с которой прожил четыре месяца вплоть до своей смерти.
В течение многих лет вплоть до последнего месяца жизни Франц жил в Новой Зеландии, но на последней стадии эмфиземы вернулся в Калифорнию, где пожелал провести свои последние дни.

## Смерть
Артур Франц умер 16 июня 2006 года в больнице Святого Иоанна в Окснарде, Калифорния, от сердечной недостаточности и эмфиземы.
У него осталась четвёртая жена Шерон, дочери Джина Мортенсон и Мелисса Франц, а также сын Майкл и двое внуков.

## Фильмография
| Год         |     | Русское название                               | Оригинальное название                          | Роль                                      |
| ----------- | --- | ---------------------------------------------- | ---------------------------------------------- | ----------------------------------------- |
| 1948        | ф   | Патруль в джунглях                             | Jungle Patrol                                  | лейтенант «Мейс» Уиллард                  |
| 1949        | кор | Принц свободы                                  | The Price of Freedom                           |                                           |
| 1949        | ф   | Гнедой жеребец в Скалистых горах               | Red Stallion in the Rockies                    | Тед Эйвери                                |
| 1949        | ф   | Доктор и девушка                               | The Doctor and the Girl                        | доктор Харви Л. Кенмор                    |
| 1949        | ф   | Красный свет                                   | Red Light                                      | капитан Джесс Торно (капеллан)            |
| 1949        | ф   | Розинна Маккой                                 | Roseanna McCoy                                 | Чед Уилкинс                               |
| 1949        | ф   | Пески Иводзимы                                 | Sands of Iwo Jima                              | капрал Роберт Данн/рассказчик             |
| 1949        | ф   | Запятнанная                                    | Tarnished                                      | Бад Долливер                              |
| 1949        | с   | Одинокий рейнджер                              | The Lone Ranger                                | Нэт Паркер (1 эпизод)                     |
| 1950        | ф   | Три тайны                                      | Three Secrets                                  | Пол Радин                                 |
| 1951        | ф   | Эбботт и Костелло встречают человека-невидимку | Bud Abbott Lou Costello Meet the Invisible Man | Томми Нельсон                             |
| 1951        | ф   | Строго бесчестно                               | Strictly Dishonorable                          | Генри Грин                                |
| 1951        | ф   | Командование подводной лодкой                  | Submarine Command                              | лейтенант Арни Карлсон                    |
| 1951        | ф   | Полёт на Марс                                  | Flight to Mars                                 | доктор Джим Баркер                        |
| 1952        | ф   | Снайпер                                        | The Sniper                                     | Эдди Миллер                               |
| 1952        | ф   | Радуга вокруг моего плеча                      | Rainbow 'Round My Shoulder                     | Фил Янг                                   |
| 1952        | ф   | Восемь железных мужчин                         | Eight Iron Men                                 | Картер                                    |
| 1952        | ф   | На свадьбе                                     | The Member of the Wedding                      | Джарвис Аддамс                            |
| 1952 — 1956 | с   | Кавалькада Америки                             | Cavalcade of America                           | разные роли (2 эпизода)                   |
| 1952— 1957  | с   | Телевизионный театр «Форда»                    | The Ford Television Theatre                    | разные роли (4 эпизода)                   |
| 1953        | кор | Три жизни                                      | Three Lives                                    | комментатор                               |
| 1953        | ф   | Захватчики с Марса                             | Invaders from Mars                             | доктор Стюарт Келстон / рассказчик        |
| 1953        | ф   | Медсестра на борту                             | Flight Nurse                                   | капитан Майк Барнс                        |
| 1953        | ф   | Плохие друг для друга                          | Bad for Each Other                             | доктор Джим Кроули                        |
| 1953        | ф   | История Эдди Кантора                           | The Eddie Cantor Story                         | Гарри Харрис                              |
| 1953        | с   | Опасность                                      | Danger                                         | (1 эпизод)                                |
| 1953        | с   | Первая студия                                  | Studio One                                     | разные роли (2 эпизода)                   |
| 1953—1955   | с   | Театр у камина                                 | Fireside Theatre                               | разные роли (3 эпизода)                   |
| 1953—1956   | с   | Театр звезд «Шлитц»                            | Schlitz Playhouse of Stars                     | разные роли (7 эпизодов)                  |
| 1954        | ф   | Стальная клетка                                | The Steel Cage                                 | капеллан Харви (сегмент «Лицо»)           |
| 1954        | ф   | Бунт на «Кейне»                                | The Caine Mutiny                               | младший лейтенант Х. Пейнтер-младший      |
| 1954        | с   | Роберт Монтгомери представляет                 | Robert Montgomery Presents                     | разные роли (2 эпизода)                   |
| 1954        | с   | Театр «Армстронга»                             | Armstrong Circle Theatre                       | (1 эпизод)                                |
| 1954        | с   | Сеть                                           | The Web                                        | (1 эпизод)                                |
| 1954        | с   | Порт                                           | Waterfront                                     | Пит Уилсон (1 эпизод)                     |
| 1954—1955   | с   | Свистун                                        | The Whistler                                   | разные роли (3 эпизода)                   |
| 1954—1955   | с   | Телевизионный театр «Крафта»                   | Kraft Television Theatre                       | разные роли (3 эпизода)                   |
| 1954—1956   | с   | Омнибус                                        | Omnibus                                        | разные роли (2 эпизода)                   |
| 1954—1957   | с   | Кульминация                                    | Climax!                                        | разные роли (4 эпизода)                   |
| 1955        | ф   | Боевое такси                                   | Battle Taxi                                    | лейтенант Пит Стейси                      |
| 1955        | ф   | Новый Орлеан без цензуры                       | New Orleans Uncensored                         | Дэн Корбетт                               |
| 1955        | ф   | Исчезновение Бобби Вэра                        | Bobby Ware Is Missing                          | Джордж Вэр                                |
| 1955        | с   | Телевизионный театр «Филко»                    | The Philco Television Playhouse                | Норман (1 эпизод)                         |
| 1955        | с   | Встреча с приключением                         | Appointment with Adventure                     | (1 эпизод)                                |
| 1955        | с   | Правосудие                                     | Justice                                        | (1 эпизод)                                |
| 1955—1956   | с   | Театр научной фантастики                       | Science Fiction Theatre                        | разные роли (5 эпизодов)                  |
| 1955—1956   | с   | Театр четырёх звёзд                            | Four Star Playhouse                            | разные роли (2 эпизода)                   |
| 1955 — 1956 | с   | «Ридерс Дайджест» на ТВ                        | TV Reader's Digest                             | разные роли (3 эпизода)                   |
| 1955—1957   | с   | Час «Двадцатого века Фокс»                     | The 20th Century-Fox Hour                      | разные роли (2 эпизода)                   |
| 1955—1958   | с   | Миллионер                                      | The Millionaire                                | разные роли (2 эпизода)                   |
| 1956        | ф   | По ту сторону разумного сомнения               | Beyond a Reasonable Doubt                      | Боб Хейл                                  |
| 1956        | ф   | Бегущая мишень                                 | Running Target                                 | Скотт                                     |
| 1956        | ф   | Бурная вечеринка                               | The Wild Party                                 | лейтенант Артур Митчелл                   |
| 1956        | с   | Театр знаменитостей                            | Celebrity Playhouse                            | разные роли (2 эпизода)                   |
| 1956        | с   | Джейн Уаймен представляет Театр у камина       | Jane Wyman Presents The Fireside Theatre       | муж (1 эпизод)                            |
| 1956—1957   | с   | Перекрёстки                                    | Crossroads                                     | разные роли (3 эпизода)                   |
| 1957        | ф   | Морские ведьмы                                 | Hellcats of the Navy                           | лейтенант-командор Дон Лэндон             |
| 1957        | ф   | Грешная жена                                   | The Unholy Wife                                | отец Стивен Хочен                         |
| 1957        | ф   | Воскрешение из мертвых                         | Back from the Dead                             | Дик Энтони                                |
| 1957        | ф   | Дьявольская шпилька                            | The Devil's Hairpin                            | Дэнни Райнголд                            |
| 1957        | с   | Студия 57                                      | Studio 57                                      | (1 эпизод)                                |
| 1957        | с   | Театр загадок Джорджа Сэндерса                 | The George Sanders Mystery Theater             | (1 эпизод)                                |
| 1958        | ф   | Молодые львы                                   | The Young Lions                                | лейтенант Грин                            |
| 1958        | ф   | Огненный барьер                                | The Flame Barrier                              | Дейв Холлистер                            |
| 1958        | ф   | Монстр в университетском городке               | Monster on the Campus                          | профессор Дональд Блейк                   |
| 1958        | ф   | Атомная подводная лодка                        | The Atomic Submarine                           | коммандер-лейтенант Ричард «Риф» Хэллоуэй |
| 1958        | с   | Цель                                           | Target                                         | Роберт Карсон (1 эпизод)                  |
| 1958        | с   | Театр Зейна Грея                               | Zane Grey Theater                              | Ли Бранд (1 эпизод)                       |
| 1958        | с   | Молчаливая служба                              | The Silent Service                             | командор Эдвард Е. Шелби (2 эпизода)      |
| 1958—1964   | с   | Перри Мейсон                                   | Perry Mason                                    | разные роли (5 эпизодов)                  |
| 1959        | ф   | Одержимая женщина                              | Woman Obsessed                                 | Том Шэррон (в титрах не указан)           |
| 1959        | с   | Люди в космосе                                 | Men Into Space                                 | капитан Том Фэрроу (1 эпизод)             |
| 1959        | с   | Мир гигантов                                   | World of Giants                                | Билл Уинтерс (5 эпизодоа)                 |
| 1960        | с   | Разыскивается живым или мёртвым                | Wanted: Dead or Alive                          | Джон Гарт (1 эпизод)                      |
| 1960        | с   | Шаг за грань                                   | One Step Beyond                                | Кевин Стейси (1 эпизод)                   |
| 1960        | с   | Маркем                                         | Markham                                        | Джерри Клайв (1 эпизод)                   |
| 1960        | с   | Дымок из ствола                                | Gunsmoke                                       | Ред Ларнер (1 эпизод)                     |
| 1960        | с   | Бит Бурбон-Стрит                               | Bourbon Street Beat                            | доктор Дошуа Харт (1 эпизод)              |
| 1960        | с   | Таинственное шоу «Чеви»                        | The Chevy Mystery Show                         | Саймон Дау (1 эпизод)                     |
| 1960        | с   | Шах и мат                                      | Checkmate                                      | Роберт Хэскелл (1 эпизод)                 |
| 1960        | с   | Задание под водой                              | Assignment: Underwater                         | Энди Шрамм (1 эпизод)                     |
| 1960        | с   | Аляскинцы                                      | The Alaskans                                   | доктор Джим Мэннинг (1 эпизод)            |
| 1960—1962   | с   | Сыромятная плеть                               | Rawhide                                        | разные роли (2 эпизода)                   |
| 1960 —1962  | с   | Дни в Долине Смерти                            | Death Valley Days                              | разные роли (2 эпизода)                   |
| 1961        | с   | Помощник шерифа                                | The Deputy                                     | Херб Колдвелл (1 эпизод)                  |
| 1961        | с   | Гавайский детектив                             | Hawaiian Eye                                   | разные роли (2 эпизода)                   |
| 1961        | с   | Закон и мистер Джонс                           | The Law and Mr. Jones                          | Дэвид (1 эпизод)                          |
| 1961        | с   | Шепчущий Смит                                  | Whispering Smith                               | Пол Лэндерс (1 эпизод)                    |
| 1961        | с   | Икабод и я                                     | Ichabod and Me                                 | Рик Нортон (1 эпизод)                     |
| 1961— 1963  | с   | Сансет-Стрип, 77                               | 77 Sunset Strip                                | разные роли (2 эпизода)                   |
| 1962        | с   | Истории Уэллс-Фарго                            | Tales of Wells Fargo                           | Мел Экинс (1 эпизод)                      |
| 1962        | с   | Бонанза                                        | Bonanza                                        | Эйса Моран (1 эпизод)                     |
| 1962        | с   | Трос парашюта                                  | Ripcord                                        | доктор Джо Хаген (1 эпизод)               |
| 1962        | с   | Святые и грешники                              | Saints and Sinners                             | Эверетт Харпер (1 эпизод)                 |
| 1962 —1963  | с   | Караван повозок                                | Wagon Train                                    | разные роли (2 эпизода)                   |
| 1963— 1968  | с   | Виргинец                                       | The Virginian                                  | разные роли (2 эпизода)                   |
| 1964        | ф   | Воротилы                                       | The Carpetbaggers                              | Моррисси                                  |
| 1964        | с   | Мистер Новак                                   | Mr. Novak                                      | детектив сержант Сол Мосс (2 эпизода)     |
| 1964        | с   | Лэсси                                          | Lassie                                         | профессор Стэндиш (1 эпизод)              |
| 1965        | с   | Путешествие на дно океана                      | Voyage to the Bottom of the Sea                | Арчер (1 эпизод)                          |
| 1965        | с   | Шоу Бинга Кросби                               | The Bing Crosby Show                           | Феарнли (1 эпизод)                        |
| 1965        | с   | Люди Слэттери                                  | Slattery's People                              | Моррис (1 эпизод)                         |
| 1965        | с   | Беглец                                         | The Fugitive                                   | водитель автобуса (1 эпизод)              |
| 1965        | с   | Медсёстры                                      | The Nurses                                     | Хью Маклауд (9 эпизодов)                  |
| 1965        | с   | Профили отваги                                 | Profiles in Courage                            | Джеймс Мэдисон (1 эпизод)                 |
| 1966        | ф   | Альварес Келли                                 | Alvarez Kelly                                  | капитан Тауэрс                            |
| 1967 — 1971 | с   | ФБР                                            | The F.B.I.                                     | разные роли (5 эпизодов)                  |
| 1967        | с   | Тарзан                                         | Tarzan                                         | Дэн Морриси (1 эпизод)                    |
| 1967        | с   | Кастер                                         | Custer                                         | Серый лис / Бледсоу (1 эпизод)            |
| 1968        | ф   | Приятная поездка                               | The Sweet Ride                                 | армейский психиатр                        |
| 1968        | ф   | Битва за Анцио                                 | Lo sbarco di Anzio                             | генерал-майор Люк Ховард                  |
| 1968        | с   | Захватчики                                     | The Invaders                                   | капитан Джим Трент (1 эпизод)             |
| 1968        | с   | Изгои                                          | The Outcasts                                   | Энс Фарнум (1 эпизод)                     |
| 1968—1971   | с   | Отряд «Стиляги»                                | The Mod Squad                                  | разные роли (4 эпизода)                   |
| 1969        | с   | Земля гигантов                                 | Land of the Giants                             | доктор Францен (1 эпизод)                 |
| 1969        | с   | Лансер                                         | Lancer                                         | шериф Платт (1 эпизод)                    |
| 1970        | ф   | Не желай зла                                   | Dream No Evil                                  | Джон, психиатр округа                     |
| 1970        | с   | Отдел 5-0                                      | Hawaii Five-O                                  | Дел Энрайт (1 эпизод)                     |
| 1970— 1972  | с   | Миссия невыполнима                             | Mission: Impossible                            | разные роли (2 эпизода)                   |
| 1971        | ф   | Утка за миллион долларов                       | The Million Dollar Duck                        | обвинитель (в титрах не указан)           |
| 1971        | ф   | Прощай, синий мальчик                          | So Long, Blue Boy                              | Эд Рильке                                 |
| 1971        | с   | Витринные адвокаты                             | Storefront Lawyers                             | Генри Миллетт (1 эпизод)                  |
| 1971        | с   | Менникс                                        | Mannix                                         | отец Вейл (1 эпизод)                      |
| 1972        | с   | Макклауд                                       | McCloud                                        | Чарли Харрингтон (1 эпизод)               |
| 1972        | с   | Кеннон                                         | Cannon                                         | Стивен Карр (1 эпизод)                    |
| 1972        | с   | Примус                                         | Primus                                         | Макелди (1 эпизод)                        |
| 1972 — 1973 | с   | Оуэн Маршалл, адвокат                          | Owen Marshall, Counselor at Law                | разные роли (2 эпизода)                   |
| 1973        | с   | Новый Перри Мейсон                             | The New Perry Mason                            | Дейв Уоллант (1 эпизод)                   |
| 1973        | с   | Комната 222                                    | Room 222                                       | мистер Меррилл (1 эпизод)                 |
| 1974        | тф  | Жалость или убийство                           | Murder or Mercy                                | доктор Рэймонд Экворт                     |
| 1974        | тф  | Ракеты октября                                 | The Missiles of October                        | конгрессмен Чарльз А. Хеллек              |
| 1974        | тф  | Ф. Скотт Фитцджеральд в Голливуде              | F. Scott Fitzgerald in Hollywood               | человек на вечеринке                      |
| 1974        | с   | Новобранцы                                     | The Rookies                                    | Вик Филлипс (1 эпизод)                    |
| 1974        | с   | Барнаби Джонс                                  | Barnaby Jones                                  | Морган Уолдинг (1 эпизод)                 |
| 1974        | с   | Полицейская история                            | Police Story                                   | профессор (1 эпизод)                      |
| 1974        | с   | Человек на шесть миллионов долларов            | The Six Million Dollar Man                     | доктор Уэйн Карлтон (1 эпизод)            |
| 1975        | ф   | Человеческий фактор                            | The 'Human' Factor                             | генерал Фуллер                            |
| 1976        | ф   | Сестры смерти                                  | Sisters of Death                               | Эдмунд Клайбёрн                           |
| 1976        | ф   | Королевский монстр                             | King Monster                                   | рассказчик                                |
| 1976        | с   | В поисках приключений                          | The Quest                                      | Чарльз Минтер (1 эпизод)                  |
| 1976        | с   | Медицинская история                            | Medical Story                                  | Кроуэлл (1 эпизод)                        |
| 1977        | тф  | Удивительный Говард Хьюз                       | The Amazing Howard Hughes                      | Барнс                                     |
| 1977        | тф  | Последнее усилие                               | The Last Hurrah                                | Ник Уайлс                                 |
| 1977        | ф   | Челюсти смерти                                 | Jaws of Death                                  | корреспондент                             |
| 1977        | с   | Богач, бедняк – Книга II                       | Rich Man, Poor Man - Book II                   | сенатор Джонс (2 эпизода)                 |
| 1977        | с   | Уолтоны                                        | The Waltons                                    | шеф полиции Морсдейл (1 эпизод)           |
| 1979        | тф  | Дженнифер: история женщины                     | Jennifer: A Woman's Story                      | Дик Леонард                               |
| 1980        | тф  | Боги                                           | Bogie                                          | доктор Богарт                             |
| 1982        | ф   | Тот чемпионский сезон                          | That Championship Season                       | Мэккен                                    |